# Hesthesis ferrugineus
Hesthesis ferrugineus là một loài bọ cánh cứng trong họ Cerambycidae.